# 17 State Street
17 State Street ist ein Wolkenkratzer im Financial District in Manhattan, New York City. Der Büroturm ist mit seiner glatten gebogenen und bläulich schimmernden Glasfassade bereits bei der Einfahrt in den New Yorker Hafen ein Blickfang in der Skyline von Downtown Manhattan.

## Beschreibung
Der Büroturm steht an der State Street an der Südspitze der Insel Manhattan und grenzt westlich an den Battery Park. Zuvor stand an dieser Stelle das 1968 erbaute 23-stöckige Seaman’s Church Institute Building. 17 State Street wurde von Roy Gee von Emery Roth & Sons entworfen. Nur wenige Meter südlich befindet sich der Verkehrsknotenpunkt South Ferry am „Peter Minuit Plaza“ mit der U-Bahn-Station South Ferry/Whitehall Street der New York City Subway und dem Fährterminal Staten Island Ferry sowie des Weiteren der Wolkenkratzer One New York Plaza.
Baubeginn des 1988 fertiggestellten Gebäudes war im Jahr 1985. Es ist 165,3 m (542 Fuß) hoch und hat 41 Etagen. Im Erdgeschoss mit 7,6 m hohen Aluminiumsäulen befindet sich die Hauptlobby in einer Glasrotunde mit einem Durchmesser von 9,1 m. Die auffällige in Form eines Viertelkreises gebogene Glasfassade zeigt in Richtung New Yorker Hafen und ist weithin sichtbar. In den ersten Jahren war der Büroturm nur bis zu 20 % belegt, erst 1998 waren die Büroräume vollständig vermietet. Seit 1999 gehört der Büroturm der RFR Holding. 2012 musste das Hochhaus zur Renovierung nach den Sturmschäden von Sandy zeitweise geschlossen werden.

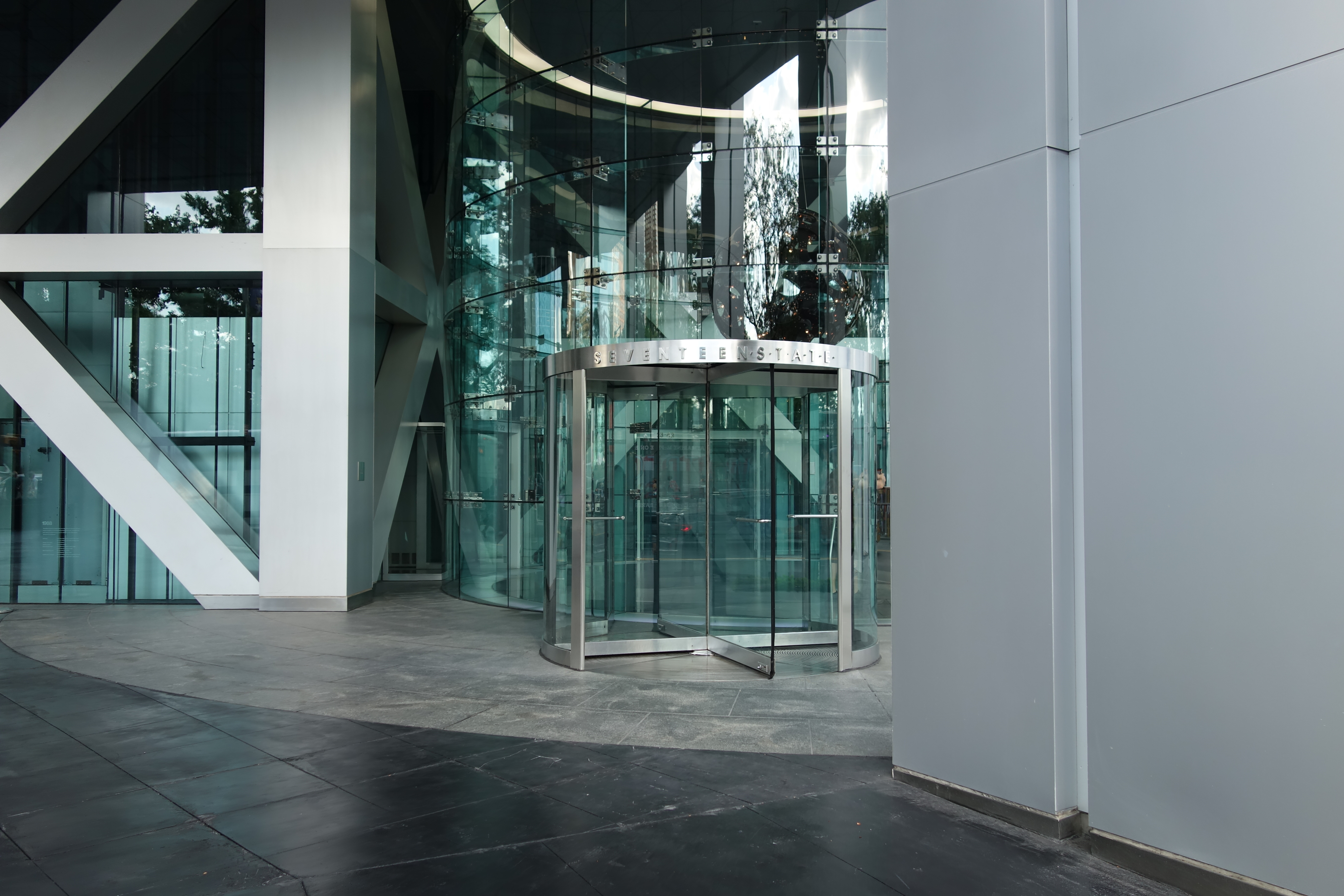
Eingang Ecke State Street und Pearl Street
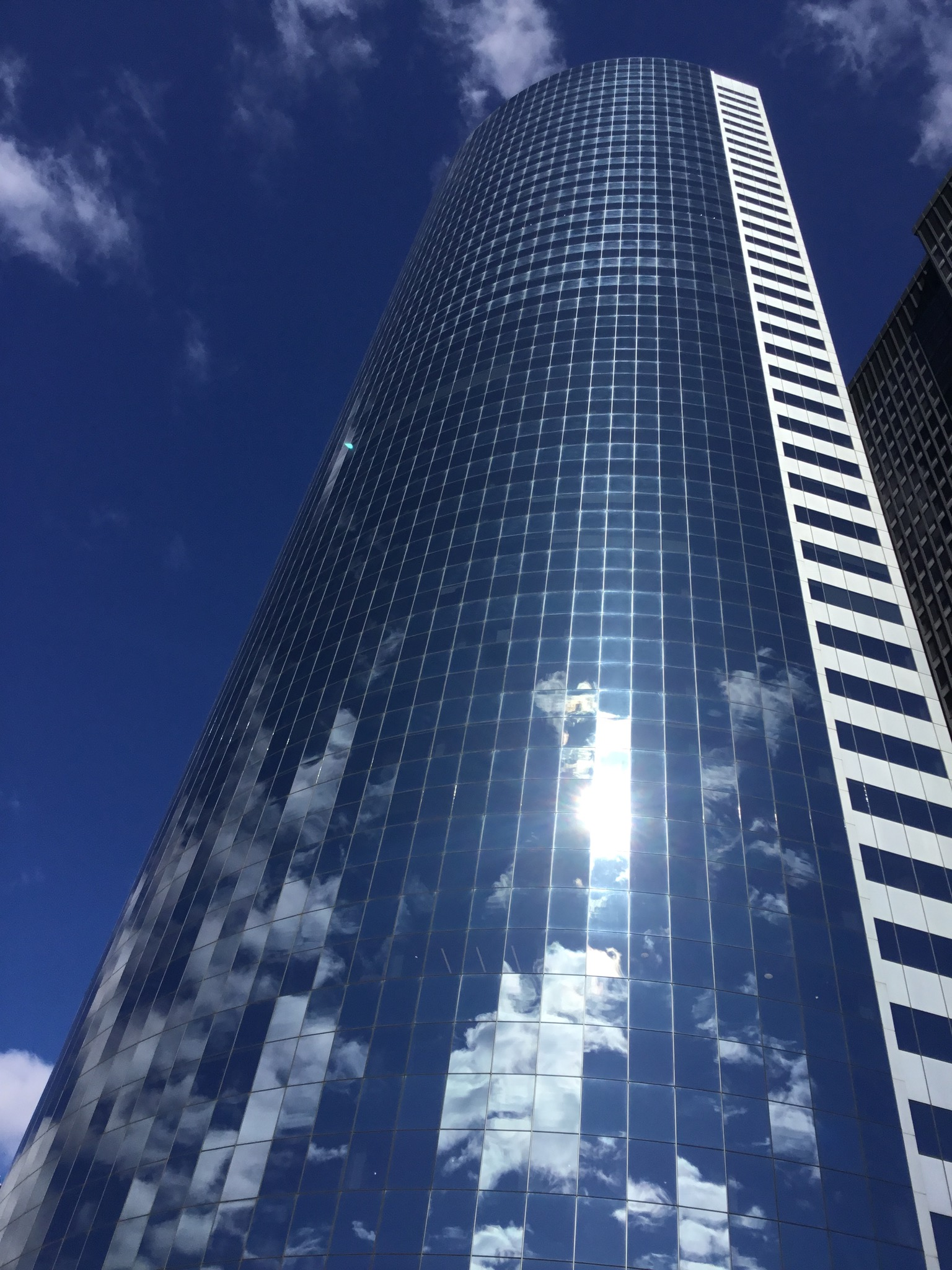
Vertikale Ansicht von März 2023
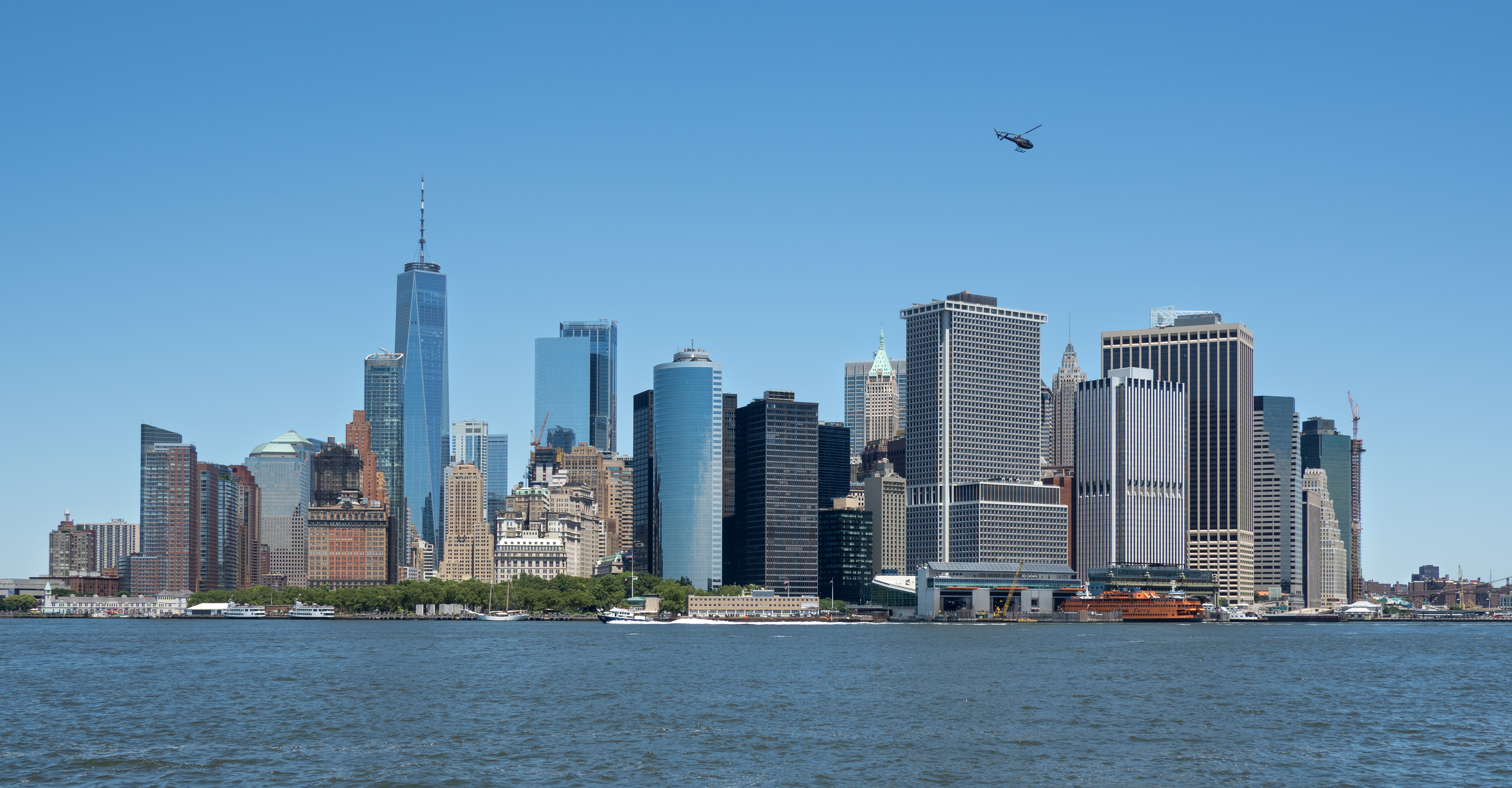
17 State Street in der Skyline von Downtown (Bildmitte)
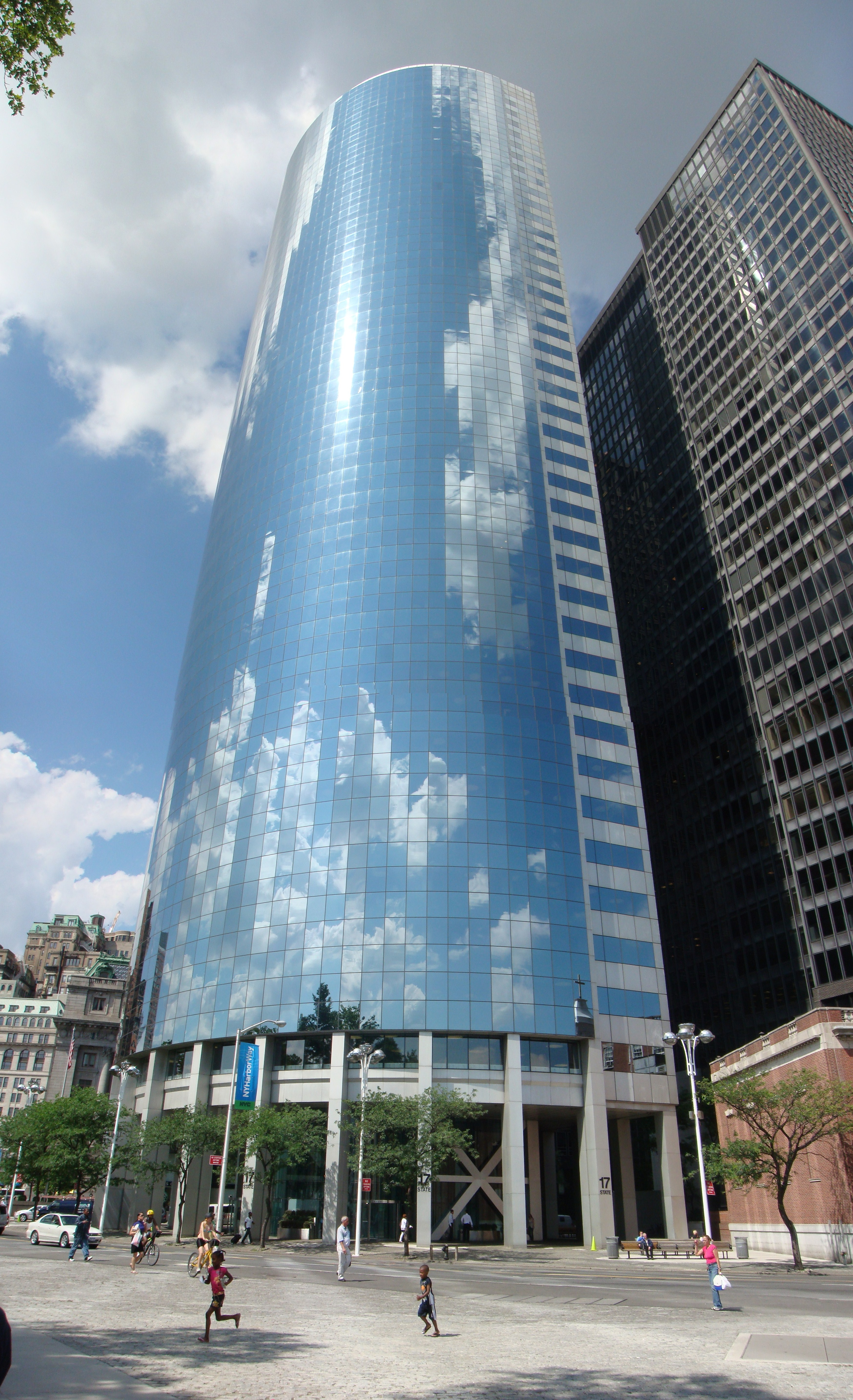
Blick von Süden im Jahr 2009